# ویلانوئوا سول کلیزی
ویلانوئوا سول کلیزی (به ایتالیایی: Villanuova sul Clisi) یک کومونه در ایتالیا است که در استان برشا واقع شده‌است. ویلانوئوا سول کلیزی ۹ کیلومتر مربع مساحت و ۵٬۸۳۷ نفر جمعیت دارد و ۲۱۶ متر بالاتر از سطح دریا واقع شده‌است.